# Guarda-Mor
Guarda-Mor är en kommun i Brasilien.   Den ligger i delstaten Minas Gerais, i den sydöstra delen av landet, 240 km söder om huvudstaden Brasília. Antalet invånare är 6 569. Arean är 2 066 kvadratkilometer.
Terrängen i Guarda-Mor är huvudsakligen kuperad, men åt nordväst är den platt.
Omgivningarna runt Guarda-Mor är huvudsakligen savann. Runt Guarda-Mor är det mycket glesbefolkat, med 3 invånare per kvadratkilometer.